# والتر هاكيت (كاتب مسرحي)
والتر س. هاكيت (بالإنجليزية: Walter C. Hackett)‏ هو كاتب مسرحي أمريكي، ولد في 10 نوفمبر 1876، وتوفي في 20 يناير 1944 بسبب مرض.

## وصلات خارجية
- مقالات تستعمل روابط فنية بلا صلة مع ويكي بيانات